# グランパス (SS-207)
グランパス (USS Grampus, SS-207) は、アメリカ海軍の潜水艦。タンバー級潜水艦の一隻。艦名は歯クジラの一種シャチの古名またはハナゴンドウの学名に因んで命名された。アメリカ公文書はハナゴンドウを由来と見なしている。その名を持つ艦としては6隻目。

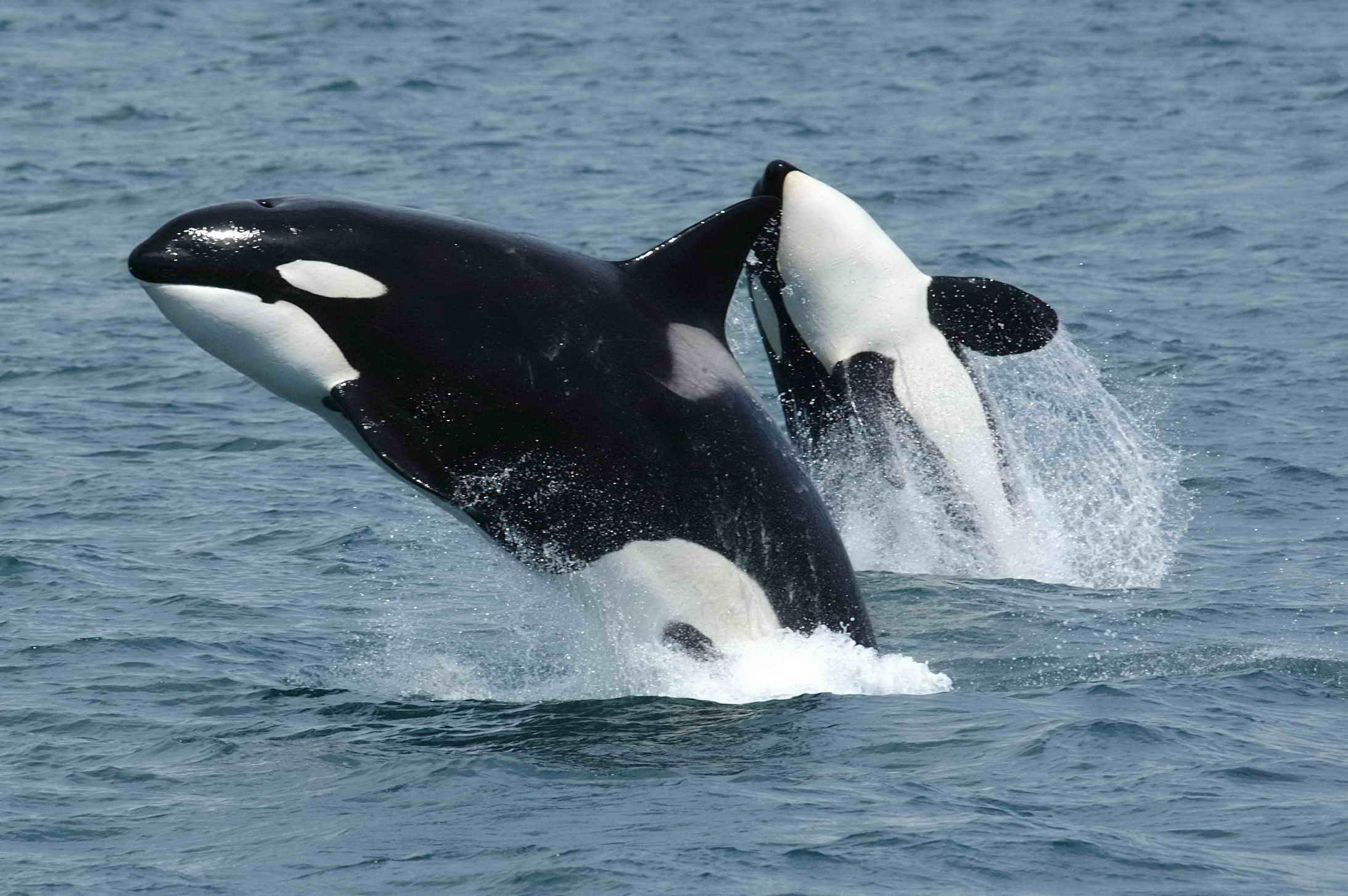
シャチ（古名Grampus、現代口語はKiller whale）

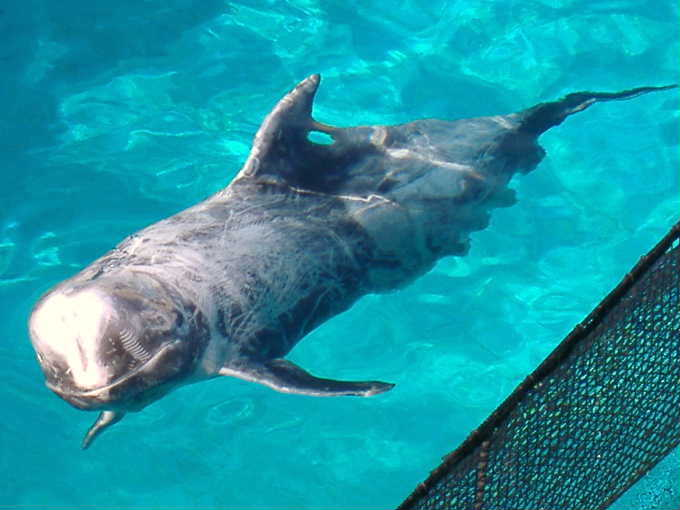
ハナゴンドウ（学名Grampus griseus）

## 艦歴
グランパスはコネチカット州グロトンのエレクトリック・ボート社で起工した。1940年12月23日にクラーク・H・ウッドワード夫人によって命名、進水し、1941年5月23日に艦長エドワード・S・ハッチンソン少佐（アナポリス1926年組）の指揮下ニューロンドンで就役する。ロングアイランド・サウンドでの整調後、グランパスはグレイバック (USS Grayback, SS-208) と共に9月8日にカリブ海に向けて出航、哨戒を行い9月28日にニューロンドンに帰還した。ポーツマス海軍造船所で整調後のオーバーホールが行われている間に日本軍による真珠湾攻撃が行われ、グランパスは12月22日に太平洋に向けて出航、パナマ運河とメア・アイランドを経由して1942年2月1日に真珠湾に到着する。

### 第1の哨戒 1942年2月 - 4月
2月8日、グランパスは最初の哨戒でマーシャル諸島方面に向かった。2月17日にウォッジェ環礁を、2月18日にクェゼリン環礁をそれぞれ偵察。クェゼリン環礁に敷設艦常磐や大型商船、大型潜水艦が在泊していることを確認した。2月27日深夜には北緯04度52分 東経152度08分 / 北緯4.867度 東経152.133度の地点で、ウォレアイ環礁からクェゼリン環礁に向かっていた海軍徴傭船龍田丸（日本郵船、16,975トン）を発見し、水上攻撃にて魚雷を3本発射しようとしたが、方位盤のミスにより魚雷が発射できず攻撃に失敗した。3月1日夕刻には建川丸（川崎汽船、10,091トン）級タンカーに対して魚雷を3本発射するも命中せず、3月2日にも警備艇に対して魚雷を1本発射したが、これも命中しなかった。3月3日には商船に対して魚雷を4本発射したが、3日連続でまたもや命中しなかった。3月5日、グランパスは北緯04度52分 東経151度20分 / 北緯4.867度 東経151.333度の地点で特設運送船（給油）第二号海城丸（日東汽船、8,636トン）を撃沈した。3月23日にクェゼリン環礁を、3月27日にウォッジェ環礁を再び偵察した。4月4日、グランパスは48日間の行動を終えて真珠湾に帰投した。

### 第2、第3、第4、第5の哨戒 1942年4月 - 1943年1月
4月28日、グランパスは2回目の哨戒でトラック諸島方面に向かった。しかし、この哨戒は5月17日夜に北緯08度01分 東経151度29分 / 北緯8.017度 東経151.483度の地点で駆逐艦時雨の砲撃と爆雷攻撃を受けて損傷を受けたり、北緯03度11分 東経143度00分 / 北緯3.183度 東経143.000度の地点付近で発見して追跡した陸軍船生駒山丸（明治海運、3,173トン）に振り切られたり、あるいは悪天候に祟られるなどして戦果を挙げることはなかった。6月17日、グランパスは51日間の行動を終えてフリーマントルに帰投した。
7月8日、グランパスは3回目の哨戒でルソン島およびミンドロ島方面に向かった。7月18日、グランパスは南緯03度50分 東経119度10分 / 南緯3.833度 東経119.167度の地点で単独航行中のタンカーを発見し、魚雷を3本発射。しばらくすると煙が立ち上るのが確認され、1本は命中したものと判断された。8月12日にも、北緯14度12分 東経119度34分 / 北緯14.200度 東経119.567度のルバング島近海で目標に対して魚雷を3本発射したが、この攻撃は成功しなかったと判断される。結局のところ、この哨戒も対潜攻撃などに邪魔されて戦果を挙げることはなかった。8月30日、グランパスは54日間の行動を終えてフリーマントルに帰投。艦長がジョン・R・クレイグ少佐（アナポリス1930年組）に代わった。その後、グランパスはブリスベンに回航された。
10月7日、グランパスは4回目の哨戒でソロモン諸島方面に向かった。この哨戒ではチョイスル島とベララベラ島に4名の沿岸警備隊員を上陸させる任務も与えられており、この海域にいた日本の駆逐艦に発見されることなく上陸させることが出来た。この頃はガダルカナル島の戦いが一つの山場を迎えつつあり、グランパスの哨戒海域には多数の日本海軍の艦船が航行することが考えられた。グランパスはこの海域で5つの輸送船団を発見し、その中には4隻の巡洋艦と多数の駆逐艦の姿もあった。グランパスは何度も攻撃したものの戦果は挙がらず、逆に合計で104発の爆雷を投下された。10月18日には2隻の川内型軽巡洋艦に対して雷撃を行い、この攻撃で1本が軽巡洋艦由良に命中したものの不発に終わったと伝えられた。また、10月12日と、11月6日から15日にかけては駆逐艦に対して4度の攻撃を行ったが、いずれも成功しなかった。11月23日、グランパスは58日間の行動を終えてブリスベンに帰投した。
12月14日、グランパスは5回目の哨戒でソロモン諸島方面に向かった。しかし、グランパスの哨戒海域は警戒が厳重であった。41回にわたり敵と接触して5度にわたり果敢に攻撃し、3隻24,000トンの戦果を報じたものの、全て認定されなかった。1943年1月9日1406、ニューブリテン島アドラー湾近海で潜航中、ラバウルに向かって浮上航走中の伊25を発見し、2800mの距離から魚雷3本を発射したが、魚雷2本は回避され、1本は伊25の右舷中央部艦底下を通過していった。1月19日、グランパスは37日間の行動を終えてブリスベンに帰投した。

### 第6の哨戒 1943年2月・喪失
2月11日、グランパスは6回目の哨戒でグレイバックと共にソロモン諸島方面に向かった。しかし、グランパスは帰還することはなかった。グランパスとの連絡は何度も試みられたが応答はなく、喪失が宣言された。グランパスは1943年6月21日に除籍された。
グランパスの喪失はいまだ謎のままである。第九五八海軍航空隊の2機の零式水上偵察機が2月19日15時40分にグランパスの哨戒海域であった南緯05度04分 東経152度18分 / 南緯5.067度 東経152.300度の地点で潜水艦を爆撃し、直撃弾1発を与えて沈没を報告している。しかしながらグレイバックは3月5日夜に、ベララベラ島沿岸部でグランパスを視認したことを報告している。この前後に同海域ではアンバージャック (USS Amberjack, SS-219) も2月16日に撃沈されており、両者を取り違えた可能性もある。第九五八海軍航空隊はアンバージャックの撃沈にもからんでいる。
長らく言われている説としては、3月5日に日本海軍の駆逐艦峯雲と村雨がコロンバンガラ島付近で行われたビラ・スタンモーア夜戦の直前に攻撃を行い、翌朝濃い重油の跡が同海域で確認され、駆逐艦の攻撃によりグランパスが撃沈されたことが予想された、というものである。グランパスの行動海域と峯雲と村雨のそれがたまたま一致したことによる考察であるが、峯雲と村雨が間もなくビラ・スタンモーア夜戦で喪失し、行動の確認がほとんど出来ないゆえ、この角度からのこれ以上の検証はほぼ不可能である。わずかなヒントとしては、艦船研究家の木俣滋郎の著作である『敵潜水艦攻撃』の56ページにある「近くにいたグレイバックは爆雷などの爆発音を聞いていない（それゆえ、浮上状態で撃沈された）」、「夜戦から生還した、村雨駆逐艦長種子島洋二少佐の『ソロモン海セ号作戦』（1975年）には記載されていない」、「2月24日に付近で潜水艦を目撃した」という記述がある。しかしながら、各種記述ともグランパスの喪失原因に結びつけて断定できるほどの材料がそろっていないのも事実であり、グランパスの喪失は現時点では謎とせざるを得ない。
グランパスは第二次世界大戦の戦功で3個の従軍星章を受章した。第1、第4、第5回目の哨戒が成功して記録された。